# Iota Trianguli Australis

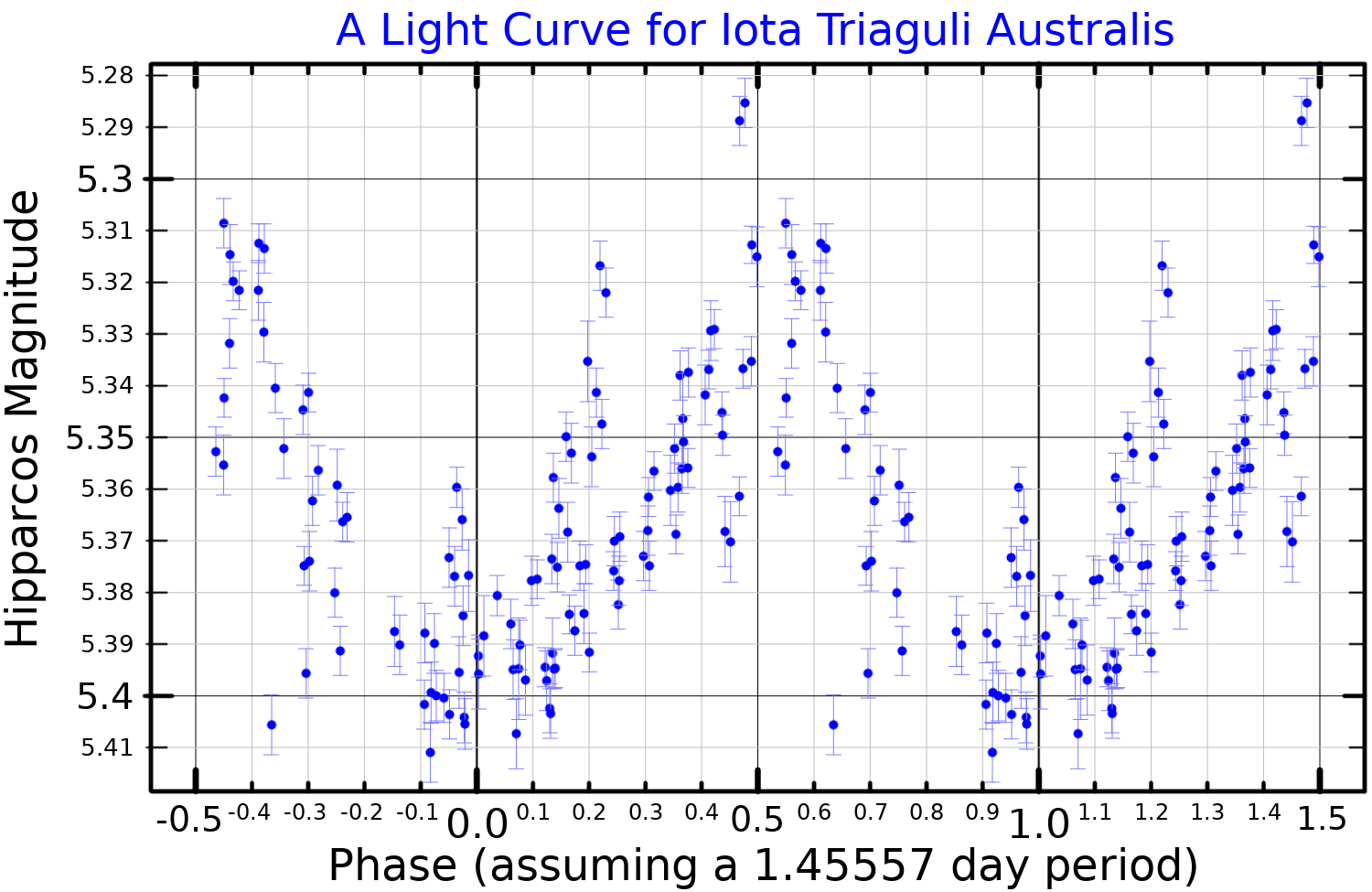
Una curva de luz para Iota Trianguli Australis, trazada a partir de datos de Hipparcos

Iota Trianguli Australis (ι TrA / HD 147787 / HR 6109) es un sistema estelar en la constelación del Triángulo Austral de magnitud aparente +5,27. Se encuentra a 132 años luz del sistema solar.
Iota Trianguli Australis es una binaria espectroscópica con un período orbital de 39,888 días, siendo la órbita moderadamente excéntrica (ε = 0,28). 
La componente principal es una subgigante de tipo espectral F4IV con una temperatura efectiva de 6992 K.
Gira sobre sí misma con una velocidad de rotación no inferior a 12,9 km/s y la rotación de las dos estrellas aún no está sincronizada —véase rotación síncrona—.
De la estrella secundaria nada se conoce.
Por otra parte, se piensa que esta binaria es una variable Gamma Doradus —como γ Doradus, prototipo de la clase, o V398 Aurigae— con un período de 1,45557 días.
Una tercera estrella completa el sistema estelar. Tiene magnitud +9,7 y visualmente se encuentra a 18,4 segundos de arco, lo que equivale a una separación proyectada de aproximadamente 745 UA.
La metalicidad del sistema es inferior a la solar —aproximadamente el 60% de la misma— y su edad se estima en 1700 millones de años.